# Sorridere sempre
Sorridere sempre è un singolo di Renato Zero pubblicato nel 2011 in download digitale, primo e unico estratto dalla raccolta Puro spirito.

## Il disco
Il brano è un misto tra il pop rock e il blues. Inizia con circa 30 secondi di assolo di sassofono soprano. Nel corso del brano saranno molto evidenti i suoni della batteria, del pianoforte e poi verso l'ultimo minuto del brano di nuovo un assolo di sassofono.
Il 24 dicembre 2011 Renato Zero ha eseguito dal vivo per la prima volta il brano Sorridere sempre al Concerto di Natale. Questa versione della canzone ha un arrangiamento differente rispetto all'originale contenuto nell'album Puro spirito: qui il sassofono è stato sostituito dagli archi.

## Il video
Il video, diretto da Roberto Cenci, vede Renato Zero in vari luoghi (principalmente nella città di Roma) che canta dappertutto la sua nuova canzone Sorridere, sempre! come se fosse in sala di registrazione, con cuffie e microfono per incidere.
Renato Zero canta in piazze, scuole, biblioteche, ovunque ci siano molti giovani e non, proprio per simboleggiare il significato della sua canzone: sorridere sempre ovunque ci si trovi, anche se sorridere in compagnia (come suggerisce la canzone) è la cosa più bella che ci sia.
Il video è stato pubblicato sul sito del Corriere della Sera. il 29 dicembre 2011 il video viene caricato, a distanza di un mese esatto dalla pubblicazione di Puro spirito, sulla pagina ufficiale di YouTube di Renato Zero, facendo quindi capire ai suoi fans che sarebbe stato mandato anche alla radio il più presto possibile.

## Tracce
1. Sorridere sempre (R.Zero-M.Fabrizio)